# Bukka White
Booker T. Washington „Bukka“ White (* 12. November 1906 in Aberdeen, Mississippi; † 26. Februar 1977 in Memphis, Tennessee) war ein US-amerikanischer Bluesmusiker.
Die in älterer Literatur und auf Tonträgern meist angegebene Schreibweise Bukka, die keinen Spitznamen darstellt, sondern auf die Intonation seines Vornamens in seiner Heimat zurückgeht, wurde von ihm nicht gewünscht und wird daher in moderner Fachliteratur nicht mehr verwendet.
Über das Jahr und den Ort seiner Geburt gibt es unterschiedliche Aussagen: so werden als Geburtsdatum der 12. November 1902, 1906 oder 1909 genannt. Der Geburtsort wird mit Houston, Chikasaw oder Aberdeen im Bundesstaat Mississippi angegeben. Neben Charley Patton, Son House und Robert Johnson gehört er zu den bekanntesten Musikern des Delta Blues. Ein Song von Bukka White aus dem Jahr 1930 gilt als Namensgeber für die Panama Limited Jug Band.

## Biografie
Booker T. Washington White wurde als Sohn musikalischer Eltern geboren. Sein Vater war ein Multiinstrumentalist, der Mandoline, Piano, Schlagzeug und Saxophon spielte. Seine Mutter hatte ebenfalls großen Einfluss auf die Musikalität ihres Sohnes. Sie war die Tochter eines Predigers, und das Singen von Kirchenliedern gehörte im Haushalt der Whites zum musikalischen Standardrepertoire.
Mit neun Jahren bekam Bukka seine erste Gitarre, eine „Stella“ geschenkt. Sein Vater brachte ihm auf der Gitarre die ersten Griffe bei. Bukka White lernte, indem er die Lieder, die er hörte, auf der Gitarre nachspielte. Eine oft erzählte Geschichte sagt, dass Bukka diese Gitarre seinem kleinen Vetter Riley Ben King (aka B. B. King) schenkte. Später ist Bukka auf Bilddokumenten fast ausschließlich mit National Steel Guitars zu sehen, die er offen stimmte und mit einem Bottleneck spielte.
Am 26. Mai 1930 machte White für das Label Victor in Memphis seine ersten Schallplattenaufnahmen, die noch unter seinem bürgerlichen Namen Washington White veröffentlicht wurden. Bis dahin hatte er seine musikalischen Erfahrungen in Juke Joints und kleinen Clubs in St. Louis gesammelt. Die Aufnahmen waren damals kommerziell nicht sehr erfolgreich. In den Jahren der Wirtschaftsdepression wanderte White bis Chicago, wo er seinen Lebensunterhalt unter anderem als Boxer verdiente. In Chicago hatte er Kontakt mit Memphis Minnie, Tampa Red und Big Bill Broonzy.

Label des Parchman Farm Blues, Okeh Records 05683

In den Jahren 1937 und 1940 wurde Bukka White für das seinerzeit zu Columbia Records gehörende Schallplattenlabel Vocalion unter Vertrag genommen. Diese Aufnahmen, die auf den Labels Vocalion und (nachdem Columbia 1940 die Rechte an Vocalion verloren hatte) Okeh veröffentlicht wurden, gehören heute zu den Klassikern: Aberdeen Mississippi Blues, Fixin' to Die, Sic'em Dogs on Me, Bukkas Jitterburg Swing oder Parchman Farm Blues.
Die Zeit von 1937 bis 1940 verbrachte White nach einem Tötungsdelikt im Mississippi State Penitentiary in Parchman. Im Titel Parchman Farm Blues erzählt Bukka White von dieser Haftzeit. Dort traf ihn im Jahr 1937 auch der Volkskundler Alan Lomax an. Alan Lomax nahm in dem Straflager die Lieder der einsitzenden Gefangenen für die Library of Congress auf, Bukka White gehörte dazu. Nach seiner Entlassung aus dem Straflager nahm ihn Vocalion, begleitet von Washboard Sam, noch einmal im März 1940 auf, aber Bukka White musste feststellen, dass er seinen Lebensunterhalt damit nicht verdienen konnte, da der Country Blues mittlerweile aus der Mode gekommen war. So nahm er den Beruf eines Altwarenhändlers auf.
Durch die Wiederaufnahme des Titels Fixin' to Die von Bob Dylan auf dessen Debütalbum 1962, kam der Folkmusiker John Fahey – zusammen mit seinem Freund ED Denson – auf die Idee, den Aufenthaltsort von Bukka White zu ermitteln, er war inzwischen nach Memphis umgezogen. Die Nachforschungen hatten Erfolg, er traf einen 53-jährigen Mann an, dem es immer noch Spaß machte, den Delta Blues zu spielen.
Die Begegnung mit Fahey wurde der erneute Start zu einer musikalischen Karriere. Tourneen führten Bukka White sowohl quer durch die USA, als auch im Rahmen des American Folk Blues Festival in den Jahren 1967, 1970 und 1972 nach Europa. Dieser Erfolg ermöglichte ihm neue Aufnahmen bei Takoma Records und Sonet.
White starb 1977 in Memphis an Krebs. 1990 wurde er postum in die Blues Hall of Fame aufgenommen.